# Eunicea sayoti
Eunicea sayoti is een zachte koraalsoort uit de familie Plexauridae. De koraalsoort komt uit het geslacht Eunicea. Eunicea sayoti werd in 1860 voor het eerst wetenschappelijk beschreven door Duchassaing & Michelotti. 